# Santa Cruz (Lempira)
Pour les articles homonymes, voir Santa Cruz.
Santa Cruz est une municipalité du Honduras, située dans le département de Lempira. La municipalité comprend 6 villages et 61 hameaux. Elle est fondée en 1926.

## Source de la traduction
- (en) Cet article est partiellement ou en totalité issu de l’article de Wikipédia en anglais intitulé « Santa Cruz, Lempira » (voir la liste des auteurs).